# Kwantummystiek
Kwantummystiek is een term die in pejoratieve zin wordt gebruikt voor de pogingen om vermeende paranormale verschijnselen als aura's, geesten, en bijna-doodervaringen te verklaren met begrippen uit de kwantummechanica. De meeste natuurkundigen wijzen dit af omdat volgens hen de natuurwetten van verschijnselen op kwantumniveau niet door te trekken zijn naar de grootschalige normale leefwereld van de mens; kwantummystiek hoort volgens hen thuis in de wereld van new age. Kenmerkend is het gebruik van het voor een leek indrukwekkend klinkende woord "kwantum" binnen een context die voor een natuurkundige betekenisloos is. Dr. Deepak Chopra bijvoorbeeld zei in een interview:
"Kwantumgenezing is het genezen van de lichaamgeest vanaf het kwantumniveau. Dat betekent vanaf een niveau dat niet voelbaar is op een zintuiglijk niveau. Onze lichamen zijn uiteindelijk informatie-, intelligentie- en energievelden. Kwantumgenezing maakt gebruik van een verschuiving in de energie-informativelden, om een correctie aan te brengen in een idee dat de verkeerde kant op is gegaan. Dus, kwantumgenezing gaat over de genezing van een bepaalde bewustzijnstoestand, de geest, om veranderingen aan te brengen in een andere bewustzijnstoestand, het lichaam."
In het boek Het spirituele brein van Mario Beauregard en Denyse O'Leary wordt het vasthouden van een idee in het menselijk brein verklaard als zou het een gevolg zijn van het kwantum Zeno-effect, omdat het brein een "kwantumsysteem" is, waarbij het te onthouden idee vergelijkbaar zou zijn met een onstabiel deeltje.

## Kritiek
De natuurkundige Murray Gell-Mann karakteriseerde het oneigenlijk gebruik van het woord kwantum als "quantum flapdoodle", kwantumonzin. Tot de vertegenwoordigers van de kwantummystiek, al noemen zij zichzelf niet "kwantummystici", worden gerekend Fritjof Capra, Fred Alan Wolf, Mario Beauregard en Deepak Chopra. Ook de film What the Bleep Do We Know!? uit 2004 is door critici als "kwantummystiek" gekenschetst, evenals de documentaire I Am van Tom Shadyac uit 2011. Hoewel de grondleggers van de kwantummechanica, Niels Bohr en Werner Heisenberg, zich ook bezighielden met wat zij zagen als overeenkomsten tussen de kwantummechanica en de oosterse filosofie, worden zij niet beschouwd als kwantummystici.